# Jordan Greenway
Pour les articles homonymes, voir Greenway.
Jordan Greenway (né le 16 février 1997 à Canton dans l'État de New York aux États-Unis) est un joueur professionnel américain de hockey sur glace. Il évolue au poste d'ailier gauche.

## Biographie
Repêché par le Wild du Minnesota au deuxième tour, 50e rang, du repêchage d'entrée dans la LNH 2015, il rejoint les Terriers de l'Université de Boston. Durant son cursus universitaire, il joue avec l'équipe des États-Unis lors des Jeux olympiques d'hiver de 2018 se tenant à Pyeongchang en Corée du Sud. Il devient le premier joueur de hockey afro-américain à jouer pour l'équipe américaine aux Jeux olympiques.
Après avoir terminé sa troisième saison à l'université, il signe avec le Wild le 26 mars 2018 et fait ses débuts dans la LNH le lendemain contre les Predators de Nashville.
Le 3 mars 2023, le Wild l'échange aux Sabres de Buffalo en retour d'un choix de 2e tour en 2023 et d'un choix de 5e tour en 2024. 

## Statistiques

### En club
| Saison     | Équipe                         | Ligue       |     | Saison régulière | Saison régulière | Saison régulière | Saison régulière | Saison régulière |   | Séries éliminatoires | Séries éliminatoires | Séries éliminatoires | Séries éliminatoires | Séries éliminatoires |
| Saison     | Équipe                         | Ligue       | PJ  | B                | A                | Pts              | Pun              | PJ               | B | A                    | Pts                  | Pun                  |                      |                      |
| 2013-2014  | U.S. National Development Team | USHL        | 33  | 10               | 16               | 26               | 61               | -                | - | -                    | -                    | -                    |                      |                      |
| 2014-2015  | U.S. National Development Team | USHL        | 22  | 5                | 15               | 20               | 16               | -                | - | -                    | -                    | -                    |                      |                      |
| 2015-2016  | Université de Boston           | Hockey East | 39  | 5                | 21               | 26               | 58               | -                | - | -                    | -                    | -                    |                      |                      |
| 2016-2017  | Université de Boston           | Hockey East | 37  | 10               | 21               | 31               | 82               | -                | - | -                    | -                    | -                    |                      |                      |
| 2017-2018  | Université de Boston           | Hockey East | 36  | 13               | 22               | 35               | 52               | -                | - | -                    | -                    | -                    |                      |                      |
| 2017-2018  | Wild du Minnesota              | LNH         | 6   | 0                | 1                | 1                | 0                | 5                | 1 | 1                    | 2                    | 0                    |                      |                      |
| 2018-2019  | Wild du Minnesota              | LNH         | 81  | 12               | 12               | 24               | 29               | -                | - | -                    | -                    | -                    |                      |                      |
| 2018-2019  | Wild de l'Iowa                 | LAH         | 5   | 3                | 3                | 6                | 0                | 11               | 0 | 5                    | 5                    | 16                   |                      |                      |
| 2019-2020  | Wild du Minnesota              | LNH         | 67  | 8                | 20               | 28               | 54               | 4                | 0 | 0                    | 0                    | 8                    |                      |                      |
| 2020-2021  | Wild du Minnesota              | LNH         | 56  | 6                | 26               | 32               | 49               | 7                | 1 | 2                    | 3                    | 2                    |                      |                      |
| 2021-2022  | Wild du Minnesota              | LNH         | 62  | 10               | 17               | 27               | 69               | 6                | 1 | 1                    | 2                    | 6                    |                      |                      |
| 2022-2023  | Wild du Minnesota              | LNH         | 45  | 2                | 5                | 7                | 26               | -                | - | -                    | -                    | -                    |                      |                      |
| 2022-2023  | Sabres de Buffalo              | LNH         | 17  | 4                | 0                | 4                | 0                | -                | - | -                    | -                    | -                    |                      |                      |
| 2023-2024  | Sabres de Buffalo              | LNH         | 67  | 10               | 18               | 28               | 64               | -                | - | -                    | -                    | -                    |                      |                      |
| 2024-2025  | Sabres de Buffalo              | LNH         | 34  | 3                | 5                | 8                | 45               | -                | - | -                    | -                    | -                    |                      |                      |
| Totaux LNH | Totaux LNH                     | Totaux LNH  | 435 | 55               | 104              | 159              | 336              | 22               | 3 | 4                    | 7                    | 16                   |                      |                      |

### En équipe nationale
| Année | Équipe         | Compétition                  |   | PJ | B | A | Pts | Pun           |  | Résultat |
| 2015  | États-Unis U18 | Championnat du monde -18 ans | 7 | 1  | 6 | 7 | 4   | Médaille d'or |  |          |
| 2017  | États-Unis U20 | Championnat du monde junior  | 7 | 3  | 5 | 8 | 2   | Médaille d'or |  |          |
| 2017  | États-Unis     | Championnat du monde         | 8 | 0  | 0 | 0 | 0   | 5e place      |  |          |
| 2018  | États-Unis     | Jeux olympiques              | 5 | 1  | 0 | 1 | 10  | 7e place      |  |          |

## Trophées et honneurs personnels
- 2017-2018 : nommé dans la troisième équipe d'étoiles de Hockey East